# Sappemeer (meer)
Het Sappemeer, Sapmeer of Duivelsmeer was een meerstal (veenmeertje) op de plek van het huidige dorp Sappemeer in de Nederlandse provincie Groningen. Het meer was 2 tot 4 meter diep en waterde af op het riviertje de Sijpe. Mogelijk is het Sapmeer naar de Sijpe vernoemd. Een recente sage stelt daarentegen dat het meertje is genoemd naar de duivel Sappe. Het Sap meer staat afgebeeld op de provinciekaart van Barthold Wicheringe uit 1616. Volgens de Groningse stadsrekening uit 1617 was het ' een vreesselijk en vermaard meer, bij veel ouden gemeenlijk Sappemeer, ook om het groote geraas van het water het Duivelsmeer genaamd, hebbende op vele plaatsen doorgaans 16, 14, 12 en tenminste 7 voet water '. De waterspiegel van het meer lag enkele meters hoger dan het huidige maaiveld; ook de zandhoogtes bij Spitsbergen (2 m +NAP) stonden kennelijk ruim onder water. 
Het Sappemeer lag oorspronkelijk op het grondgebied van het kerspel Zuidbroek en was mogelijk identiek aan het Broeckster meer, dat in 1503 voor het eerst wordt vermeld. Het meer omvatte de omgeving van het Achterdiep vanaf de Winkelhoek tot en met de Jagerswijk en de omgeving van de Noorderstraat ten noorden van de Middenweg (vroeger Zwarteweg genoemd). Ten zuiden daarvan lag het Kleinemeer of Kleine Sapmeer aan beide zijden van het Kleinemeersterdiep (nu: De Vosholen).
Beide meren werden drooggelegd nadat het Winschoterdiep of Schuitendiep in de jaren 1614 tot 1617 tot aan  het Sapmeer was doorgetrokken.

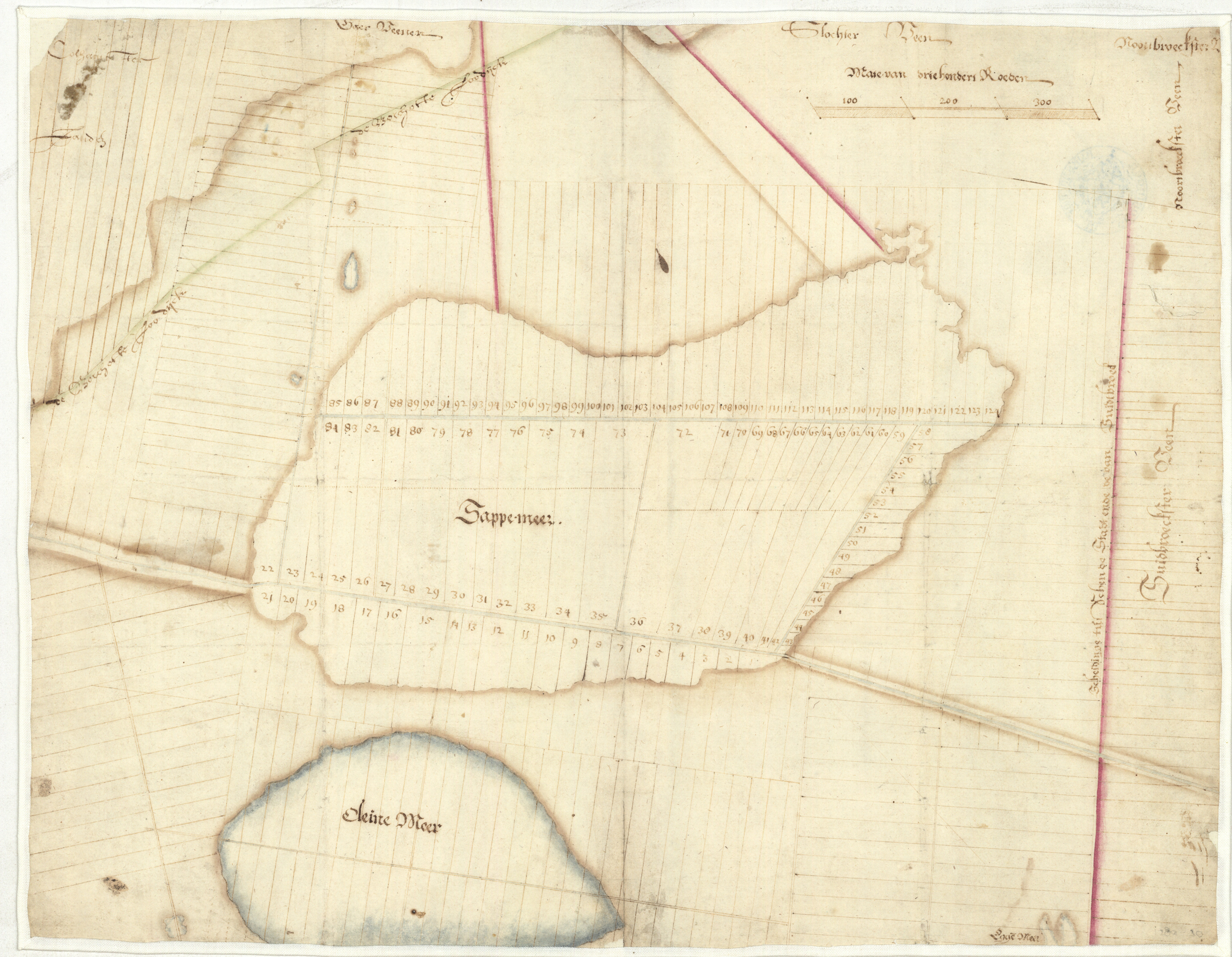
Kaart van de ontginning van de Sappemeerster venen (ca. 1620).
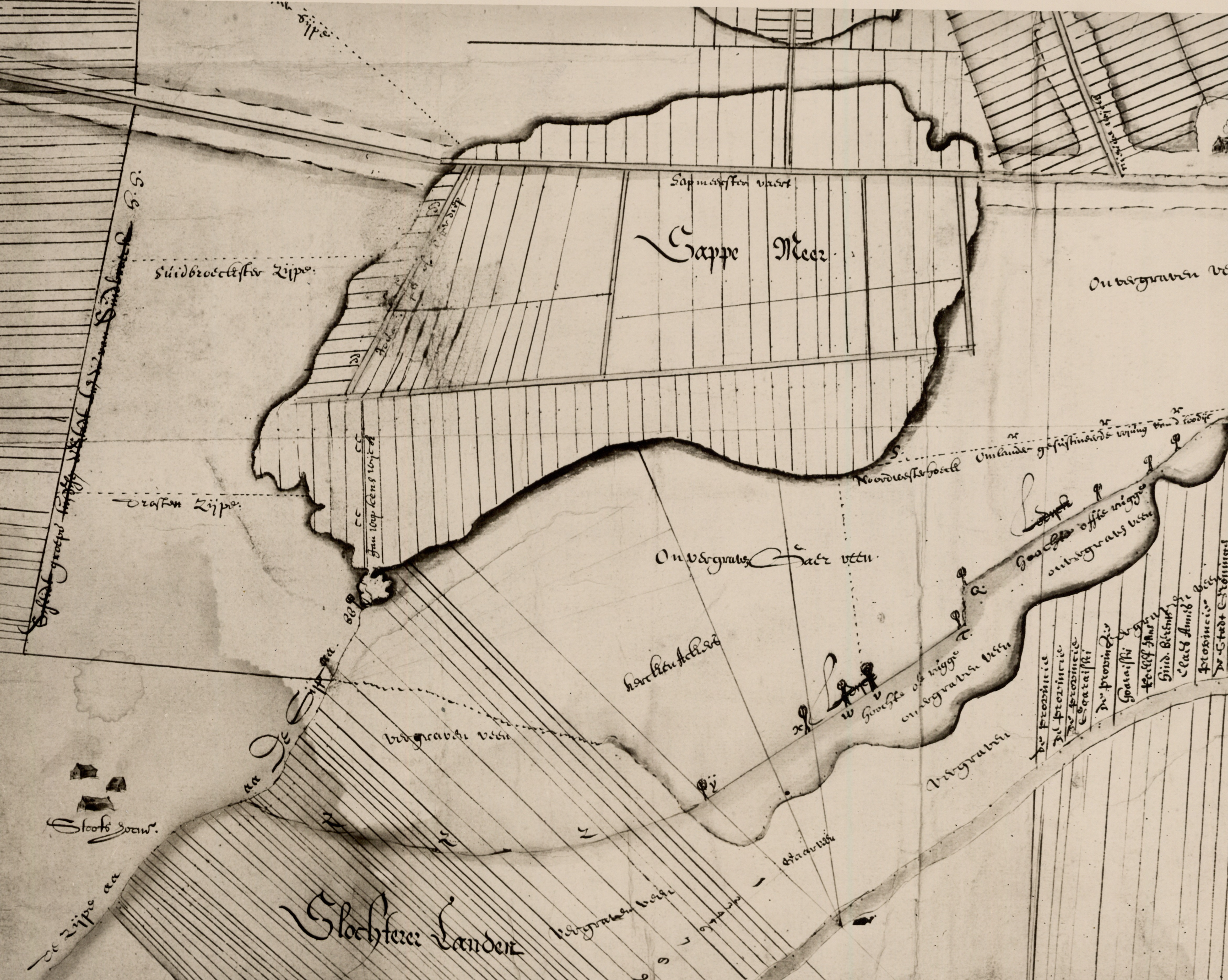
Uitsnede van de Sappemeerster caerte met het Sappemeer en omgeving (1648). Het noorden is onder. Linksonder de Sijpe.